# Santiago Fernández Negrete
Santiago Fernández Negrete (Viḷḷatresmil, Tinéu, 11 de febrer de 1799– Madrid, març de 1869)va ser un polític espanyol, ministre durant el regnat d'Isabel II d'Espanya.

## Biografia
Va estudiar en la Universitat d'Oviedo Cànons i Jurisprudència i va concloure Dret en la Universitat Complutense de Madrid, a Alcalá de Henares. En 1843 va ser elegit diputat per Badajoz i la seva activitat parlamentària va durar sense amb prou feines interrupció fins a les legislatura de 1864-1865.
Liberal convençut i represaliat en el regnat de Ferran VII d'Espanya, en 1865 és nomenat Senador vitalici, i en 1851, ministre de Comerç, Instrucció i Obres Públiques en el govern de Juan Bravo Murillo. Més tard, des de 1859 al 1863 seria ministre de Gracia i Justícia, al govern de Leopoldo O'Donnell. En aquest càrrec, va tenir una molt important participació en l'elaboració de la llei hipotecària. A més, en el seu mandat el Ministeri va comprar, en 1862, el Palau de Camposagrado, a Oviedo, habilitant-ho com a Audiència Territorial. Va ser retratat per l'artista sevillà Rafael Díaz de Benjumea.